# Wat Ang Thong

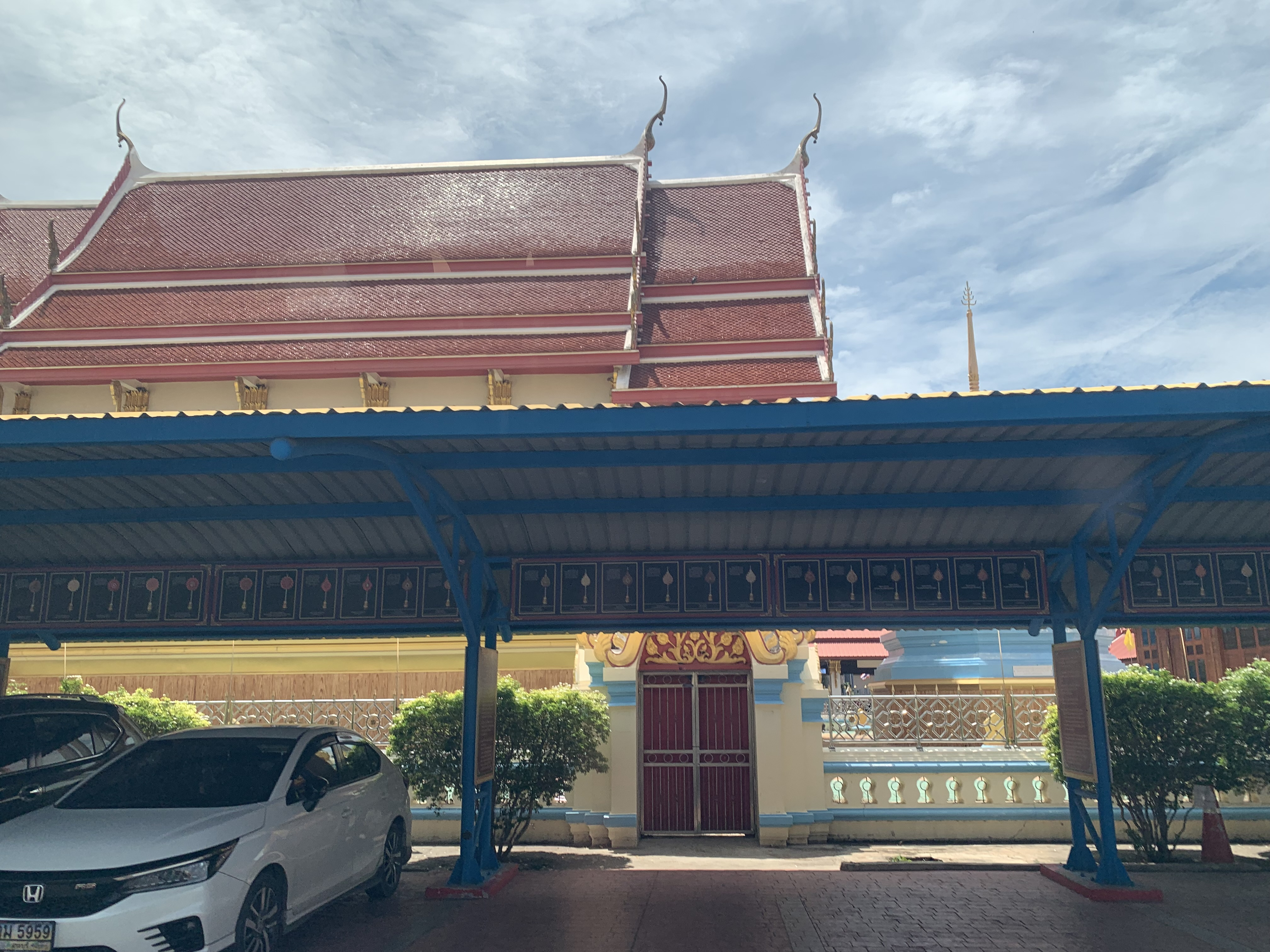
Der Ubosot von Wat Ang Thong Worawihan

Der Wat Ang Thong Worawihan (Thai วัดอ่างทองวรวิหาร) ist eine buddhistische Tempelanlage (Wat) in Ang Thong, Provinz Ang Thong in Zentralthailand. Wat Ang Thong ist ein Königlicher Tempel Dritter Klasse.

## Lage
Wat Ang Thong liegt fußläufig in der Nähe des Distriktsgebäudes der Amphoe Mueang Ang Thong. 

## Baugeschichte
Wat Ang Thong stammt aus der Bangkok-Ära unter König Mongkut (Rama IV.) und bestand ursprünglich aus den zwei getrennten Tempeln Wat Pho Ngoen und Wat Pho Thong. Als König Chulalongkorn (Rama V.) im Jahr 1890 auf seinem Bootsausflug von Bangkok nach Phitsanulok die beiden kleinen Tempel bemerkte, ordnete er zu deren Verbesserung die Zusammenlegung an und nannte den neuen Tempel Wat Ang Thong. 
1902 entstand ein Ubosot mit einem einstufigen Dach.

## Sehenswürdigkeiten
Der hübsche Ubosot wurde 1956/57 neu errichtet und ersetzte den alten. Der neue Ubosot hat insgesamt fünf Räume und weist je einen Portikus am Eingang und an der Rückseite des Gebäudes auf. Die Halle hat ein zweistufiges Dach mit Gabelenden. 
Die Kuti, die abgegrenzten Wohnungen der Mönche, stammen ebenfalls aus der Bangkok-Periode und sind aus Teakholz gefertigt.